# Kabinett Pierson

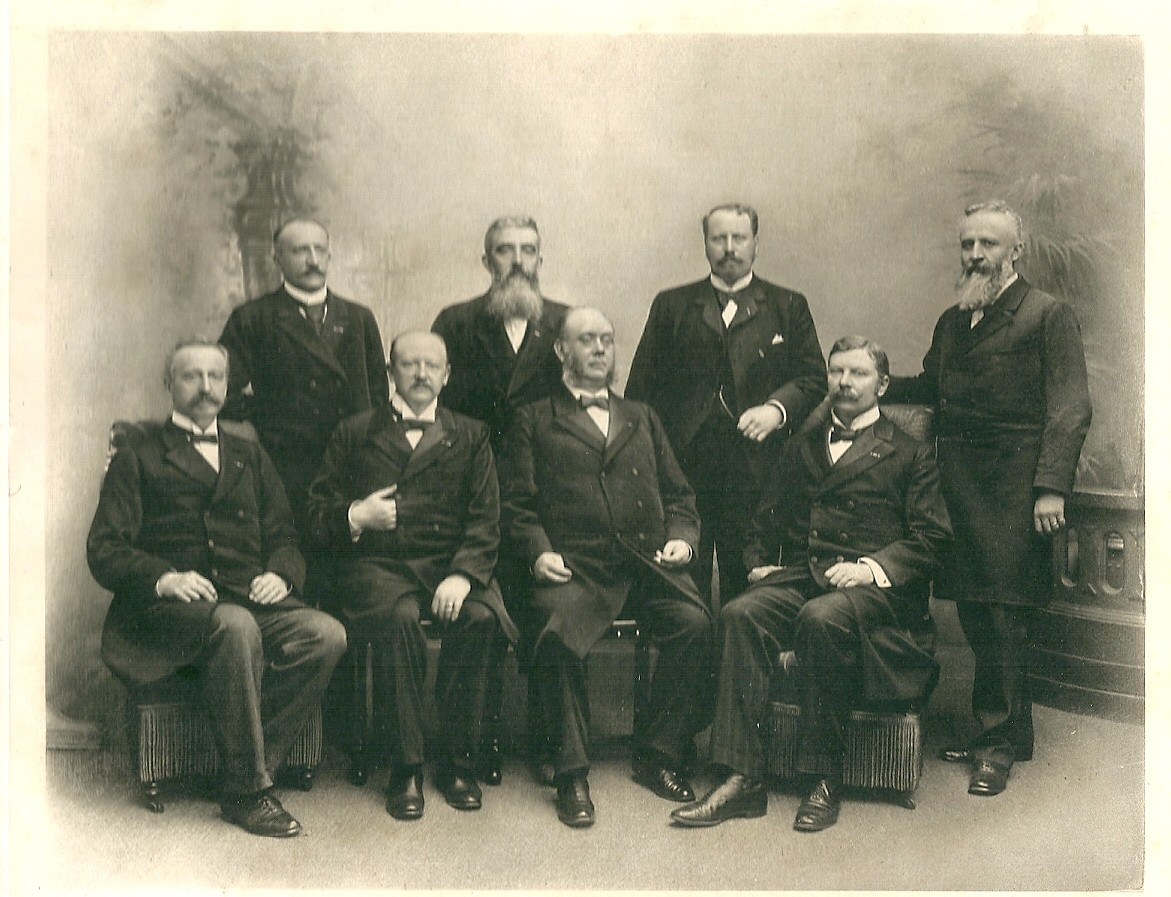
Kabinett Pierson.
Letzte Reihe von links nach rechts: Eland, de Beaufort, Lely und Cort van der Linden. Erste Reihe von links nach rechts: Röell, Goeman Borgesius, Pierson und Cremer.

Das Kabinett Pierson war das einundzwanzigste Kabinett der Niederlande. Es bestand vom 27. Juli 1897 bis zum 1. August 1901.

## Zusammensetzung
| Amt                    | Amtsinhaber                                                          | Bemerkungen                                                  |
| ---------------------- | -------------------------------------------------------------------- | ------------------------------------------------------------ |
| Premierminister        | Nicolaas Pierson                                                     |                                                              |
| Auswärtiges            | Willem de Beaufort                                                   |                                                              |
| Justiz                 | Pieter Cort van der Linden                                           |                                                              |
| Inneres                | Hendrik Goeman Borgesius                                             |                                                              |
| Finanzen               | Nicolaas Pierson                                                     |                                                              |
| Krieg                  | Joannes Coenraad Jansen (komm.) Kornelis Eland Arthur Kool           | bis 31. Juli 1897 bis 1. April 1901 ab 1. April 1901         |
| Marine                 | Joannes Coenraad Jansen Kornelis Eland (komm.) Jacob Alexander Röell | bis 21. Dezember 1897 bis 12. Januar 1898 ab 12. Januar 1898 |
| Verkehr und Wirtschaft | Cornelis Lely                                                        |                                                              |
| Kolonien               | Jacob Theodoor Cremer                                                |                                                              |